# 沈宗瀛
沈宗瀛（1924年—），医药化学家。祖籍浙江湖州吴兴，幼时随家迁居南京。家父沈祖玮为河海工程学校校长，长兄沈申甫为航空航天学家，妻林同崇为物理化学家。
1924年出生于上海。自小在中央大学附属小学幼儿园就读。抗战期间，就读于重庆南开中学，1942年考入重庆國立中央大學工学院化学工程系，和楼南泉、陆婉珍、闵恩泽、梁晓天、戴树和、孙启才、范元熹、彭崇厚等同班同学师从杜长明、张江树、倪则埙、赵廷炳、高济宇等名师，1946年毕业。其间曾在川东机场服务九个月，担任翻译官，协助美国空军十四队（即“飞虎队”）防御日军空袭。1947年赴英国，先后就读于伦敦帝国学院、曼彻斯特大学，获有机化学博士学位后到美国，入俄亥俄州立大学、麻省理工学院做博士后研究。1956年起加入默克公司（默克藥廠）药物研发中心，从事医药化学与新药发展，特别注重抗炎镇痛类药的研究与开发，1975年担任副总裁。1986年任佛吉尼亚大学生物及医药化学讲座教授，其间促进中国医药研究，邀请了30多位中国博士后到他的实验室工作。在生化医药领域的研究成就卓著，研究成果在240件科学报告及220多美国专利中发表。曾获美国新泽西州专利奖、意大利比萨大学伽利略奖章、法国巴黎大学Rene Descartes奖章、西班牙医疗化学会荣誉奖、美国化学会首届Abred Burger医药化学奖、美国医药学会荣誉会员奖以及美国和中国的成就奖等。